# Spiros Marangos
Spyridon "Spiros" Marangos (på græsk Σπύρος Μαραγκός, født 20. februar 1967 på Lefkas, Grækenland) er en tidligere græsk fodboldspiller (midtbane).
Marangos tilbragte sin karriere i hjemlandet og på Cypern. Længst tid tilbragte han hos Panathinaikos, hvor han var tilknyttet i syv sæsoner, og var med til at vinde fire græske mesterskaber.
Marangos spillede desuden 26 kampe for det græske landshold. Han var en den græske trup VM i 1994 i USA. Her spillede han to af grækernes tre kampe i turneringen, hvor holdet blev slået ud efter at have tabt alle sine tre indledende gruppekampe.